# Flaka Krelani
Flaka Krelani (ur. 28 czerwca 1989 w Djakowicy) – kosowska piosenkarka.

## Życiorys
Flaka Krelani rozpoczęła karierę muzyczną w wieku 13 lat, śpiewając na lokalnej scenie muzycznej w rodzinnej Djakowicy.
W 2007 roku wzięła udział w Kënga Magjike z piosenką Nata. W 2016 roku ponownie wzięła udział w tym festiwalu z piosenką Rebelohem.

## Dyskografia[1]

### Albumy
| Rok  | Album       |
| ---- | ----------- |
| 2016 | Xperimental |

### Teledyski
| Rok  | Teledysk            |
| ---- | ------------------- |
| 2007 | Nje bote tjeter     |
| 2008 | T'boj me Rock       |
| 2010 | Qyteti i humbur     |
| 2011 | Si Bass             |
| 2012 | Prane njeri tjetrit |
| 2014 | Zjarm               |
| 2015 | A ka kuptim         |
| 2015 | Am I good man       |
| 2016 | Relax               |
| 2017 | DEF Star            |
| 2018 | Ndrysho             |
| 2019 | Slay                |
| 2020 | Playa               |